# Kordun

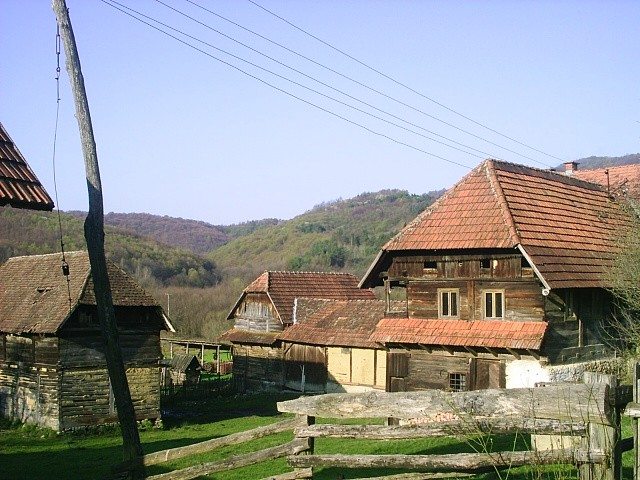
Lidová architektura na vesnici v Kordunu

Kordun je region v Chorvatsku, nacházející se mezi jihovýchodní částí Slovinska a severozápadním výběžkem Bosny a Hercegoviny (tzv. Cazinské krajiny). Většina území Kordunu je dnes součástí Karlovacké župy. Na severu jeho hranici tvoří město Karlovac, na jihu přechází v region, známý pod názvem Lika.
Název Kordun pochází z francouzského pojmu cordon militaire, tedy vojenské pásmo. Odtud se dostal i do němčiny jako Cordonsline a později se začal používat především neformálně. Regionálním centrem Kordunu je město Slunj.

## Geografie

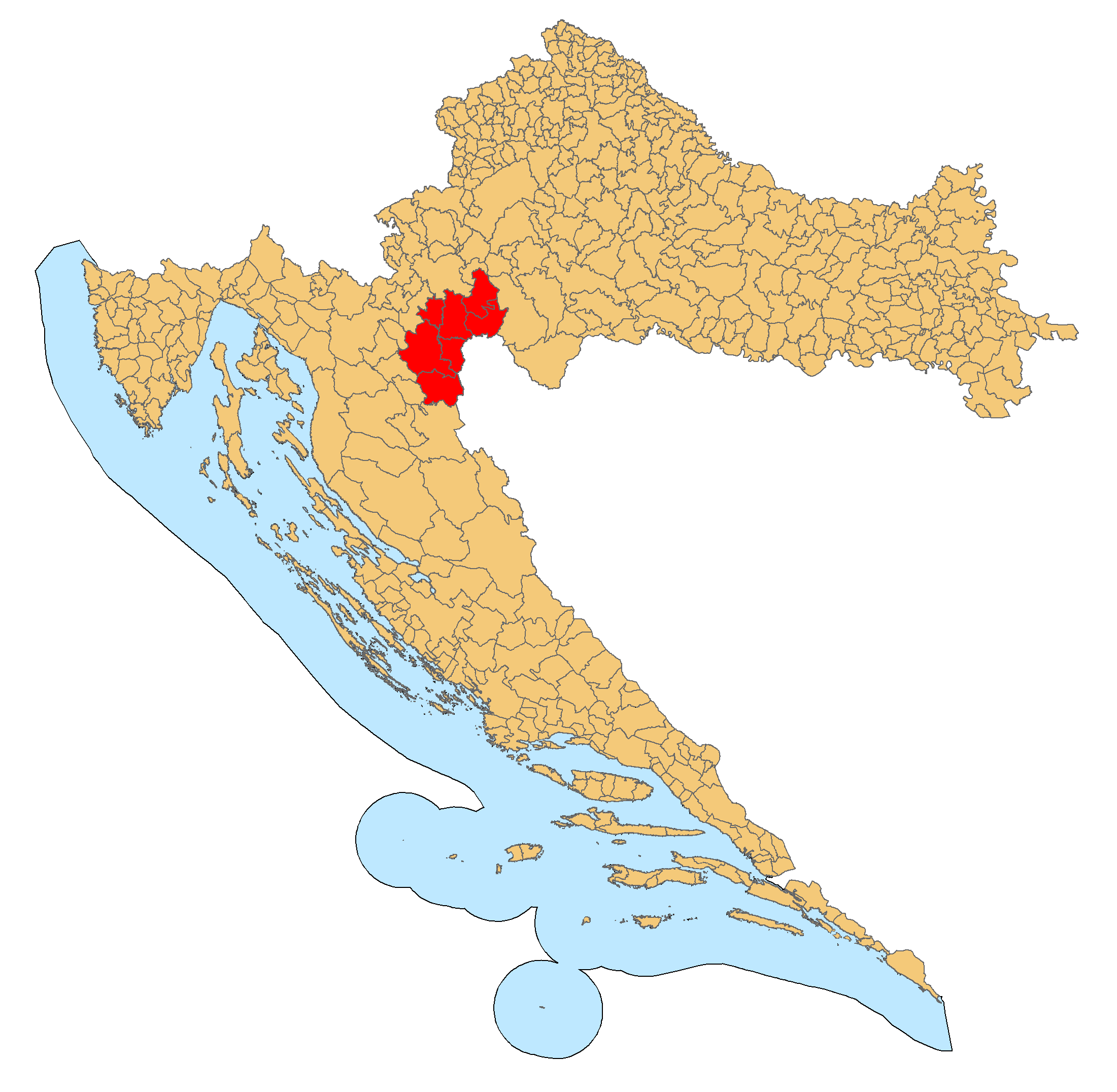
Kordun na mapě Chorvatska

Území regionu je většinou hornaté (kopce o nadmořské výšce do 1000 m) a nacházejí se v něm četné krasové formace. Na severu přechází do rovin užšího Chorvatska (Turopolje apod.), na jihu pak do vysokých hřebenů Dinárských Alp (Velebit)u. Nejvyšším vrchem oblasti je Petrova Gora poblíž hranice s Bosnou a Hercegovinou.
Oblastí protékají řeky Kupa, Korana, Glina a Mrežnica.

## Obyvatelstvo
Obyvatelstvo Kordunu představovali až do 90. let 20. století z poloviny Chorvati a z poloviny Srbové. Po válce v Chorvatsku nahradilo obyvatelstvo srbské buď výhradně chorvatské, či žádné. V současné době představují Chorvati 3/4 obyvatelstva regionu, a Srbové 1/4.
Vzhledem k těžké hospodářské situaci, která v Korunu vždy byla, se obyvatelstvo z oblasti často stěhovalo do větších měst po celé zemi. Zatímco v roce 1931 žilo v oblasti okolo sta tisíc lidí, v roce 2001 to bylo již jen 25 000.[zdroj?]

## Ekonomika
Hlavním zdrojem obživy v Kordunu bylo buď pastevectví[zdroj?], nebo lesnictví. Většina oblasti je totiž pokryta hustými lesy, v jižní části pak vápencový krasový terén s četnými křovinami neumožňuje rozvoj intenzivního zemědělství. Značnou část půdního fondu Kordunu představují tzv. červenozemě.[zdroj?]
Díky obtížně přístupnému terénu nebyly v regionu zbudovány žádné hlavní tahy. Prochází tudy jen jedna železniční trať (Karlovac - Ogulin - Gospić a několik silnic. V roce 2004 byl otevřen úsek Dálnice A1 z Karlovce do Splitu, který oblastí Kordunu prochází. Průmysl se tak orientuje zásadně na drobnou výrobu, zpracování dřeva, či těžbu kamene.
Oblast má díky krasovým formacím nicméně vhodné podmínky pro rozvoj turistky. V jižní části Kordunu se nachází Národní park Plitvická jezera.

## Historie

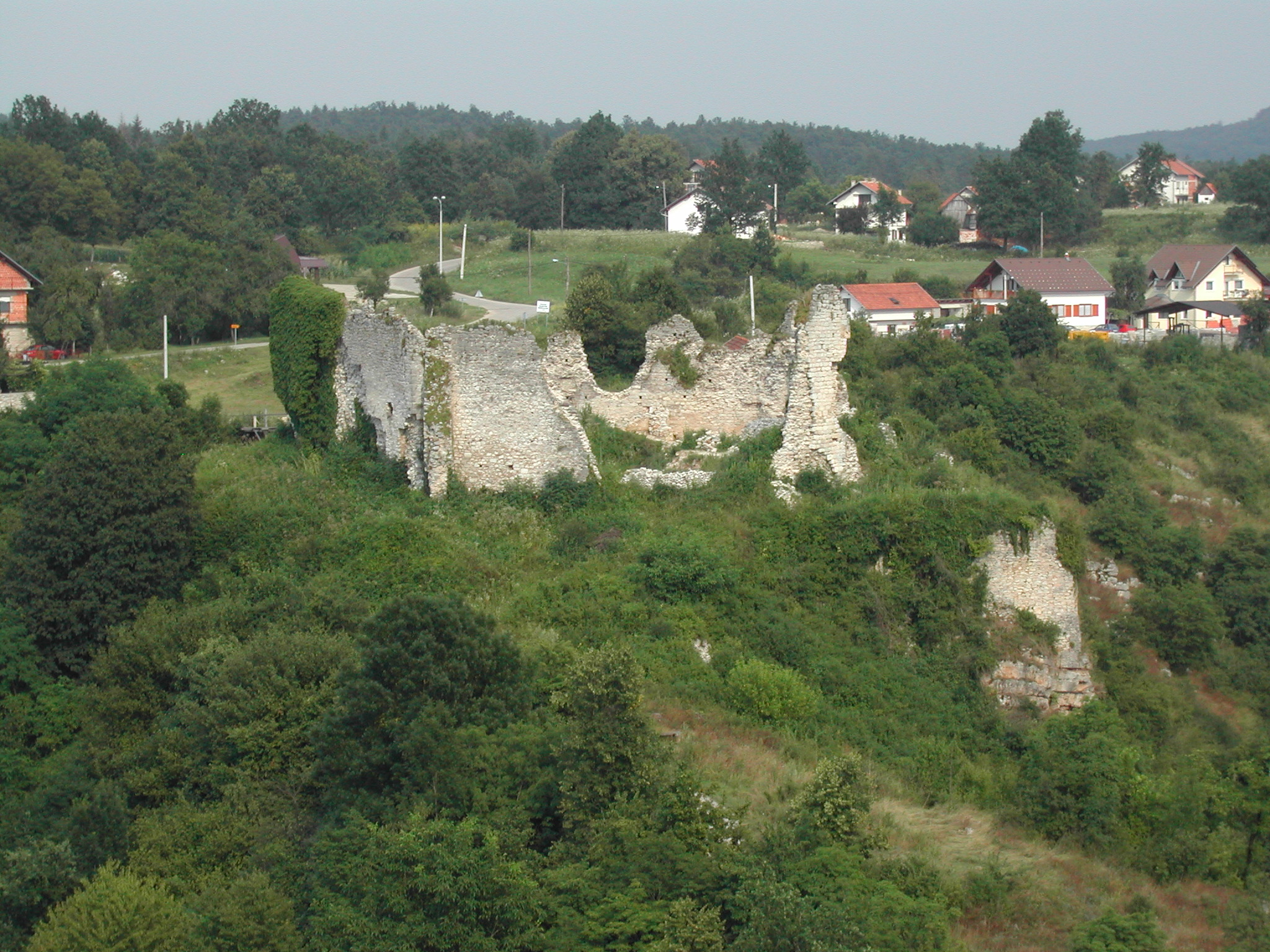
Frankopanská pevnost ve městě Slunj

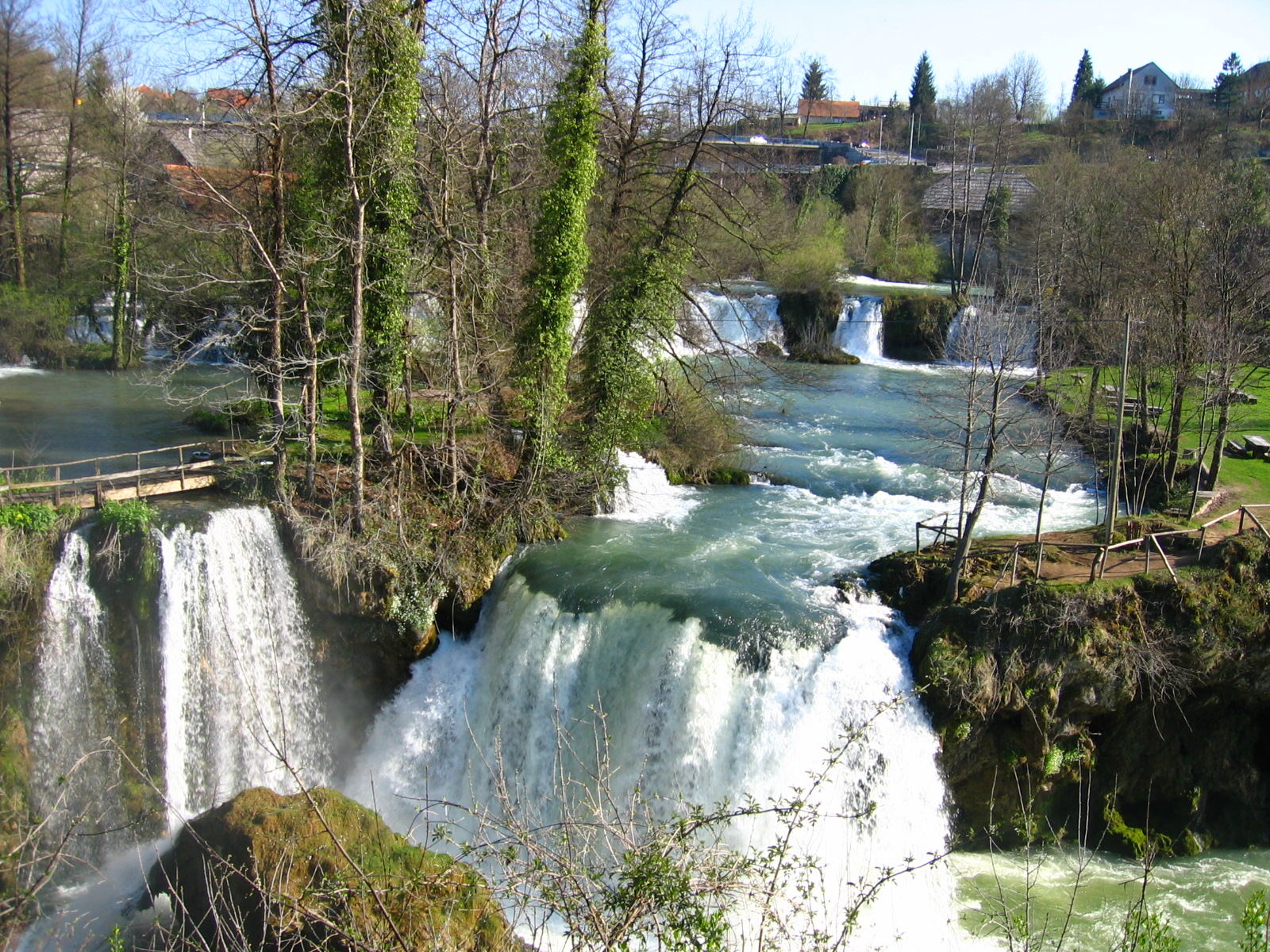
Vodopády na řece Slunjčica

Během expanze Osmanské říše na Balkán byl obsazen v polovině 16. století spolu s Bosnou a Hercegovinou také celý Kordun, který byl dříve součástí chorvatského království (v personální unii s Uherskem). Až po podepsání Karlovického míru roku 1699 byly hranice mezi Osmanskou říší a Habsburskou monarchií stanoveny v linii dnešních chorvatsko-bosenských hranic a území Kordunu tak bylo připojeno k Rakousku.
Rakousko však získalo zemi pustou. Turci a příslušníci jimi porobených národů z Kordunu (podobně jako ze všech území, odkud se byli nuceni stáhnout) odešli. V prvních patnácti letech proto proběhla rozsáhlá kolonizace oblasti, do které byli zapojeni jak Chorvati (okolí Slunje), tak ale především Srbové (okolí Petrovy gory). Přicházely desítky rodin a usídlovaly se v pustých údolích místních hor. Oblast byla začleněna do tzv. Vojenské hranice; zvláštní správní jednotky Habsburské monarchie, která se nacházela u tureckého pohraničí, a jejímiž obyvateli byli srbští (ale i jiní) hraničáři.
Kordun je místem, kde se během druhé světové války, přesněji v jejích počátečních letech, koncentrovaly aktivity jugoslávských partyzánů. K menším povstáním došlo již v dubnu 1941 a pokračovaly dalšími střety, až komunisté celý hornatý, těžce dostupný a řídce osídlený region obsadili.
Kordun byl jedním z prvních míst, kde propukly srážky mezi srbským a chorvatským obyvatelstvem, a to v březnu 1991 (tzv. krvavé Velikonoce). Srbští ozbrojenci zablokovali několik pro Chorvatsko klíčových cest v blízkosti Bosny a Hercegoviny. Na konci roku 1991 zde byla vyhlášena Srbská oblast Krajina, která byla později transformována v Republiku srbská Krajina. V roce 1995 tu probíhaly boje v rámci Operace Bouře, kterou byla RSK poražena a její území reintegrováno do Republiky Chorvatsko. Válečné škody a vzájemné vyhánění obyvatelstva vedly k ještě dramatičtějšímu úpadku do té doby i tak chudé oblasti.

## Města a opčiny
- Slunj
- Cetingrad
- Rakovica
- Gvozd
- Lasinja
- Topusko
- Krnjak
- Vojnić
- Skakavac